# Phyllachne uliginosa
Phyllachne uliginosa är en tvåhjärtbladig växtart som beskrevs av Forst. Phyllachne uliginosa ingår i släktet Phyllachne och familjen Stylidiaceae. Inga underarter finns listade i Catalogue of Life.

## Bildgalleri

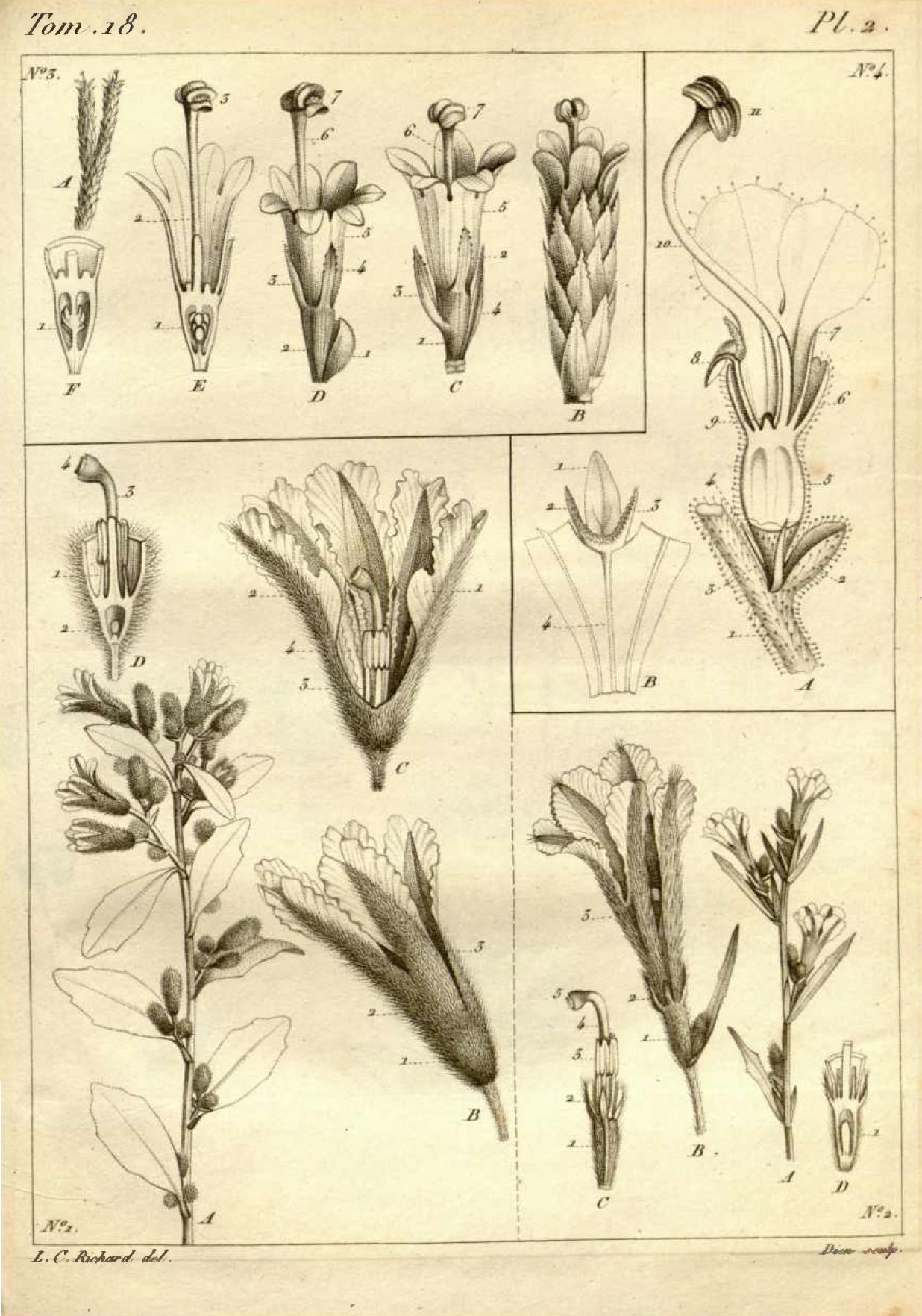